# Jo Martin
Jo Martin (29 de abril de 1969) é uma atriz inglesa. Ela ficou famosa por interpretar uma das encarnações do Doutor de Doctor Who, conhecida como a Doutora Fugitiva, sendo notavelmente como a primeira versão negra do personagem que já havia sido interpretado por 16 outros atores, além de ser a segunda mulher a assumir o papel. Outros papéis de destaque são como Natalie Crouch, na sitcom The Crouches, entre 2003 e 2005, e como a neurocirurgiã Max McGerry na soap opera britânica Holby City, em 2018.

## Infância e juventude
Jo Martin nasceu em Newham, borough da Grande Londres, na Inglaterra. Filha de pais jamaicanos que chegaram na região nos anos 50, ela foi para a escola primária Portway e posteriormente para a escola secundária para meninas Plashet.

## Doctor Who
Na 12ª temporada da série moderna, no episódio "Fugitive of the Judoon", conhecemos Ruth Clayton, interpretada por Jo Martin, uma guia turística vivendo em Gloucester. Posteriormente, descobrimos que ela é uma encarnação do Doutor que se escondeu na Terra, reescreveu seu DNA para parecer uma humana e escondeu sua TARDIS.
Um homem chamado Lee estava ajudando Ruth a se esconder. Porém, quando os Judoon, espécies de policiais intergaláticos, chegam na Terra junto com a Décima Terceira Doutora, o esconderijo de Ruth não dura tanto. As duas encarnações da Doutora se encontram sem conhecer uma a outra e fogem para um farol. Lá, numa cena onde a Doutora de Jodie Whittaker relembra de várias encarnações passadas, ambas descobrem a verdade sobre a personagem de Jo Martin.
A atriz volta a dar vida a seu personagem na 13ª temporada, onde uma projeção da Doutora Fugitiva ajuda a Décima Terceira Doutora a desvendar mais mistérios sobre seu passado, enquanto também a ajuda a libertar seus amigos do Templo de Atropos.

## Filmografia

### Cinema
| Ano  | Título                                                          | Papel             | Notas           |
| ---- | --------------------------------------------------------------- | ----------------- | --------------- |
| 1988 | For Queen and Country Herói sem Pátria                          | Pearl             |                 |
| 1999 | The Murder of Stephen Lawrence                                  | Cheryl Stoley     |                 |
| 2000 | The Jolly Boys' Last Stand                                      | Tina              |                 |
| 2003 | Cheeky                                                          | Zoe               |                 |
| 2005 | Batman Begins                                                   | Oficial da prisão |                 |
| 2005 | Blood                                                           | Thelma            | Curta           |
| 2007 | Deadmeat                                                        | Melanie           |                 |
| 2007 | The Prodigals                                                   | Mãe de Leon       | Curta           |
| 2010 | 4.3.2.1.                                                        | Examinadora       |                 |
| 2010 | Devil's Playground Parque do Diabo                              | Pessoa assustada  |                 |
| 2011 | Chalet Girl BRA: A Menina do Chalé PRT: Um Sonho de Rapariga    | Lexi              |                 |
| 2012 | Say My Name Tercet: Stormy Weather                              | Mãe               | Curta           |
| 2012 | Parking Wars                                                    | Victoria          | Curta           |
| 2015 | Dragonfly BRA: O Mistério da Libélula PRT: O Poder dos Sentidos | Ruby Thomson      |                 |
| 2015 | Mm-Hm                                                           | Cherie            | Curta           |
| 2016 | 100 Streets                                                     | Marie             |                 |
| 2017 | Maxxx'                                                          | Ms. Bedford       | Curta           |
| 2018 | The Rehearsal Room                                              | Jane              | Curta           |
| 2018 | Been So Long                                                    | Vivienne          |                 |
| 2019 | Nine Nights                                                     | Leonore Haines    |                 |
| 2019 | Blue Story Gangues de Londres                                   | Mãe de Marco      |                 |
| 2020 | Heart to Heart                                                  | Joy Samuelson     | Curta           |
| 2021 | Two Minutes to Midnight                                         | Ministra da Paz   |                 |
| 2023 | 97 Minutes                                                      | Toyin             |                 |
| 2023 | My Jerome                                                       | Bev               | Curta           |
| TBA  | The Call                                                        | Cora              | Curta concluído |
| TBA  | I'll Play Mother                                                | Sian              | Pós-produção    |

### Televisão
| Ano             | Título                                                                    | Papel                            | Notas                                    |
| --------------- | ------------------------------------------------------------------------- | -------------------------------- | ---------------------------------------- |
| 1989–2004       | The Bill                                                                  | Vários                           | 4 episódios                              |
| 1990            | Birds of a Feather                                                        | Joy                              | Episódio: Love on the Run                |
| 1991            | The Brittas Empire                                                        | Mrs. Walsh                       | Episódio: Bye Bye Baby                   |
| 1991            | Dodgem                                                                    | Ruth                             |                                          |
| 1994            | Desmond's                                                                 | Mãe brava                        | Episódio: O Little Town of Peckham       |
| 1996            | The Real McCoy                                                            |                                  | Episódio #5.1                            |
| 1996            | Chef!                                                                     | Rochelle                         |                                          |
| 1998            | Comedy Nation                                                             | Vários                           |                                          |
| 1998            | Comedy Lab                                                                | Vários                           | 2 episódios                              |
| 2001            | Always and Everyone                                                       | Paula                            | Episódio #3.11                           |
| 2002–2018       | Doctors                                                                   | Vários                           | 4 episódios                              |
| 2002–2020       | Casualty                                                                  | Vários                           | 4 episódios                              |
| 2003            | My Family                                                                 | Enfermeira                       | Episódio: Deliverance                    |
| 2003–2005       | The Crouches                                                              | Natalie Crouch                   |                                          |
| 2004            | Tunnel of Love                                                            | Oficial da educação              | Telefilme                                |
| 2005            | Black Out                                                                 | Celia Jackson                    | Telefilme                                |
| 2019–2021       | Holby City                                                                | Max McGerry                      |                                          |
| 2013            | Wizards vs. Aliens Bruxos vs. Aliens                                      | Elizabeth Hatcher                | Episódio: The Thirteenth Floor, Part One |
| 2013–2022       | Top Boy                                                                   | Zoe                              |                                          |
| 2014            | EastEnders                                                                | Judy Mackinstosh                 | 1 episódio                               |
| 2015            | The Last Hours of Laura K                                                 | Louise Manning                   | Telefilme                                |
| 2015            | Together                                                                  | Gillian                          |                                          |
| 2016            | Still Open All Hours                                                      |                                  | Episódio #2.5                            |
| 2016            | Our Ex-Wife                                                               | Mediadora do tribunal da família | Telefilme                                |
| 2016            | NW                                                                        | Marcia                           | Telefilme                                |
| 2016            | Jonathan Creek                                                            | Nina                             | Episódio: Daemons' Roost                 |
| 2018            | The Long Song                                                             | Hannah                           | Minissérie                               |
| 2019            | Silent Witness                                                            | Grace Taylor                     |                                          |
| 2019            | Fleabag                                                                   | Pam                              | Episódio #2.2                            |
| 2019            | Fully Blown                                                               | Mãe de Gap C                     |                                          |
| 2019–2020       | In the Long Run In the Long Run - À Longo Prazo                           | Yvonne                           |                                          |
| 2019–2021       | Back to Life                                                              | Janice                           |                                          |
| 2020            | Liar                                                                      | Debbie                           | Episódio #2.5                            |
| 2020            | Small Axe                                                                 | Mrs. Bartholomew                 | Episódio: Education                      |
| 2020–2022, 2025 | Doctor Who                                                                | Doutora Fugitiva; Ruth Clayton   |                                          |
| 2022            | The Flatshare Tero Para Dois                                              | Pauline                          |                                          |
| 2022            | Whitstable Pearl                                                          | Dawn Castle                      | Episódio: Hidden Treasures               |
| 2022            | Death in Paradise                                                         | Rakesha Lorde                    | Episódio: Especial de Natal 2022         |
| 2022            | Midsomer Murders BRA: Os Assassinatos de Midsomer PRT: Crimes de Midsomer | Denise Bantrig                   | Episódio: A Grain of Truth               |
| 2023            | Black Ops                                                                 | Julie                            |                                          |
| 2023            | Champion                                                                  | Dawn                             |                                          |
| 2023            | Dreaming Whilst Black                                                     | Grace                            |                                          |
| 2023            | Still Up Ainda Acordados                                                  | Angela                           | Episódio: The Date                       |
| 2023            | Mrs Sidhu Investigates                                                    | Nora                             | Episódio #1.4                            |
| TBA             | The Marlow Murder Club                                                    | Suzie Harris                     | Pré-produção                             |

### Jogos Eletrônicos
| Ano  | Título                                | Papel     | Notas |
| ---- | ------------------------------------- | --------- | ----- |
| 2018 | World of Warcraft: Battle for Azeroth | Narradora | Voz   |

### Vídeo para internet
| Ano  | Título                    | Papel            | Notas             |
| ---- | ------------------------- | ---------------- | ----------------- |
| 2021 | Doctor Who: Time Fracture | Doutora Fugitiva | Vídeo pré-gravado |